# Éléonore Yayi Ladekan
Éléonore Yayi, épouse Ladekan, est une chimiste, universitaire et femme politique béninoise, ministre à deux reprises sous la présidence de Thomas Boni Yayi, puis celle de Patrice Talon.

## Carrière
En 1998 elle soutient à l'université Clermont-Ferrand 2 une thèse de chimie organique intitulée Contribution à l'étude des huiles essentielles de plantes aromatiques du Bénin ; cas de l'Ocimum basilicum, O. canum et O. gratissimum dans la perspective de leur production.
Vers la fin du second quinquennat du président Yayi Boni[Quand ?], elle est nommée ministre des Enseignements maternel et primaire.
En 2012, elle devient maître de conférences et enseigne à l'université d'Abomey-Calavi. 
La même année, elle est nommée directrice du Cous-UAC, une direction sectorielle du ministère de l’Enseignement supérieur et de la Recherche scientifique.  En 2015, elle est classée parmi les « 50 femmes devenues des modèles dans le domaine scientifique ».
3e vice-recteur chargé de la coopération internationale, des partenariats et de l’insertion professionnelle jusqu'en 2019, elle quitte cette fonction pour accepter un nouveau portefeuille ministériel, cette fois dans le gouvernement de Patrice Talon, qui ne compte à nouveau que cinq femmes. Succédant à Marie-Odile Attanasso, elle est nommée ministre de l'Enseignement supérieur et de la Recherche scientifique.